# Amphiesma modestum
Amphiesma modestum là một loài rắn trong họ Colubridae. Loài này được Günther mô tả khoa học đầu tiên năm 1875.